# Ilías Mijailidis
Ilías Mijailidis –en griego, Ηλίας Μιχαηλίδης– (27 de octubre de 1984) es un deportista griego que compitió en taekwondo. Ganó una medalla de bronce en el Campeonato Europeo de Taekwondo, en la categoría de –54 kg.

## Palmarés internacional
| Campeonato Europeo | Campeonato Europeo | Campeonato Europeo | Campeonato Europeo |
| Año                | Lugar              | Medalla            | Categoría          |
| ------------------ | ------------------ | ------------------ | ------------------ |
| 2006               | Bonn (Alemania)    | Medalla de bronce  | –54 kg             |